# Vyzjnytskyj Nationalpark
Vyzjnytskyj Nationalpark er et beskyttet område i Tjernivtsi oblast i det sydvestlige Ukraine, med administrationen beliggende i byen Berehomet. Parken har 87 ansatte, hvoraf 6 arbejder i den videnskabelige afdeling og 29 i sikkerhedstjenesten. Parken blev oprettet for at bevare, restaurere og af naturlige landskaber i Bukovina-Karpaterne med dets unikke historiske og kulturelle komplekser, og støtte bæredygtig brug af området.

## Naturforhold
Den er en af de mindste nationalparker i Skovkarpaterne. Vyzjnytsky-parken repræsenterer et lavlandet del af Karpaterne med et ret mildt klima. Termofile (varmetålende) arter som bøg og gran dominerer i skoven. Parken ligger i udkanten af Ydre Karpaterne og Prekarpaterne. I området med lavlandet Pokuttya-Bukovina-terrænet er bjergkæderne lave, har udjævnede toppe, og kun Smydovatyi-ryggen i den sydlige del af parken kan tilskrives middelhøjder på 1000 m eller mere over havets overflade. Generelt er relieffet af nationalparken karakteriseret med bløde konturer på grund af lav modstand mod denudering af flysch-sedimenter, der udgør den. Skarpe terrænformer og skråninger over 45 - 50° forekommer kun i den vestlige del af Tjeremosj-floden på steder med sandsten og erosionssænkninger af flodsenge. Nogle steder er der jordskred og små skred. Parkens landskabelige mangfoldighed er bestemt af tilknytningen til Tjeremosj-flodens og Siret-flodens bassiner. Den østlige del af parken hvor Siret løber, har mere udjævnede konturer af bjergrygge, brede dale af bifloder, færre geologiske sænkninger. Den vestlige del, hvor Tjeremosj-floden flyder, er meget mere intensivt opdelt. Det er grunden til, at stejle skråninger med udspring af geologiske klipper, naturskønne klipper, talrige vandfald og kløfter er almindelige her.
Klimaet i nationalparken er tempereret kontinentalt, med rigelig fugt, ikke varme somre, milde vintre og varme efterår. Der er betydelige mikroklimatiske forskelle mellem de to dele af parken, Siretska og Tjeremosjska (generelt er Tjeremosj-delen mærkbart varmere) og inden for disse områder - mellem skråningerne af de sydlige og nordlige skråninger. Normalt er der om vinteren et stabilt tykt snedække på de nordlige skråninger, mens der på dens sydlige del ikke er sne.

## Biota

### Flora
Nationalparkens forskellige vegetation og flora skyldes dens beliggenhed på grænsen mellem to geobotaniske distrikter: Sheshorsko-Krasnoyilske med dens bjerggran-gran-bøg og bøg-gran skove og Bolehivsko-Berehomet med piemontegran- bøgeskove. Gennem parken passerer grænsen af to Floraprovinser Chyvchyno-Hryniava og Karpaterne.
Parken er præget af de store skove, der optager mere end 95% af dens område. Det største område af parken er optaget af gran-bøgeskove, sjældent rene bøgeskove. Samlet set fylder bøge- og granskove 60 % af det skovklædte parkareal. I nogle dele af parken findes der skove, hvor træer af bøg og gran når en højde på 40 m og 70-90 m. cm i diameter. Græsarealer (enge) har et relativt lille areal på skråninger og kamme.
Det samlede antal karplanter i nationalparken svarer til 960 arter (inklusive 40 arter opført på Ukraines Rødliste). Der er 236 arter af mosser. Blandt de truede og sjældne arter her er en betydelig gruppe af orkideer, der er rødlistede. Nadborodnyk bezlystyi findes her, og er en af de sjældneste orkidéer i Ukraine. I dag kendes kun to steder i Karpaterne, hvor sjældne orkideer vokser, og begge af dem er i Vyzjnytskyj Nationalpark

### Fauna
De fleste hvirveldyr i parken er de typiske repræsentanter for bredbladede og blandede skove i Europa (hvid stork, lille skrigeørn, skov- og hasselmus, vildkat). Andelen af arter af middelhavsoprindelse er ubetydelig, almindelige repræsentanter er: ildsalamander, løvfrø, æskulapsnog osv. Der er også en lille mængde typiske bjergarter (gulbuget klokkefrø, skærpiber,bjergvipstjert osv.) og boreale arter ( tjur, perleugle, slagugle, los, brun bjørn).
Samlet set er hvirveldyrsfaunaen i Vyzjnytskyj repræsenteret af én art af cyclostomata (rundmunde), 20 arter af fisk, 12 arter af padder, 7 arter af krybdyr, 141 arter af fugle, 52 arter af pattedyr . Af disse er 62 arter opført på Ukraines rødliste, og 11 arter på den europæiske rødliste.

## Kulturel og historisk betydning
National Park "Vyzjnytskyj" ligger i den originale og attraktive historiske og etnografiske region - Bukovyna, der er ekstremt rig på historiske og kulturelle attraktioner, de fleste af dem koncentreret i byen Vyzjnytsja. Denne by blev første gang nævnt i Moldova-krøniker i 1501, den var berømt for sit traditionelle gøgleri.
Blandt de mange kulturelle, historiske og arkitektoniske monumenter i nationalparken står Dmytrivska og Mykolayivska-kirken, den romersk-katolske kirke, en tidligere synagoge - en af de hasidiske helligdomme i Ukraine, hjemsted for Vyzjnytsja College of Applied Arts (tidligere udskæringsskole) i Vyzhnytsja, Mykolayivska og Mykhaylivska kirker, Yuryivska kirke og klokketårn i byen Berehomet, Mykolayivska og Ivanivska kirker med klokketårne i landsbyen Vyzhenka.

## Rekreativ værdi
Området, hvor Vyzjnytskyj Nationalpark er placeret, har længe traditionelt været centrum for Bukovyna-turismen. Det havde populære turistruter. I dag er de aktive vandreruter blevet restaureret sammen med nyligt anlagte miljøpædagogiske stier, og et fuldt fungerende miljø- og uddannelsescenter i Berehomet og Naturmuseet i landsbyen Zeleniv.
Områderne op til, og i Vyzjnytskyj Nationalpark, er rige på mineralvand. Traditionen med at bruge dem går langt tilbage, og brugtes til at behandlede sygdomme i fordøjelsessystemet og hæmofili. Vand fra en bestemt kilde har mere end 20 terapeutisk aktive ioner af forskellige sporstoffer. I de senere år er yderligere to kilder til medicinsk vand blevet opdaget, og deres industrielle udvikling er allerede begyndt.
Parkens rekreative ressourcer er vurderet til 83 point ud af 100.